# Paola Ruggeri
Paola Laura Ruggeri Ghigo (Caracas, 14 luglio 1961) è una modella venezuelana.

## Biografia

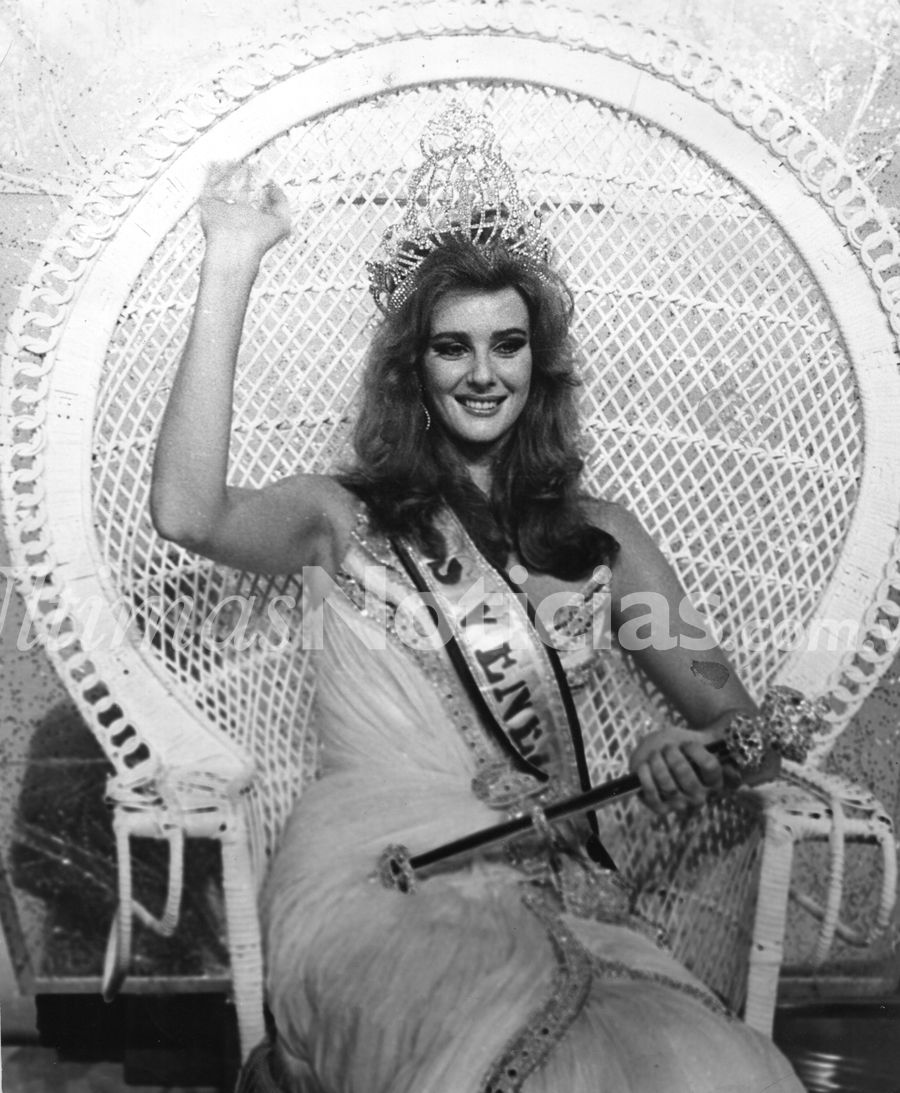
Paola Ruggeri, quando fu eletta Miss Venezuela nel 1983

Nata a Caracas nel 1961 da genitori italiani emigrati nel Venezuela negli anni cinquanta (il padre era siciliano e la madre lombarda), Paola Ruggeri si distinse subito in sport fin da quando era studentessa liceale. 
Nel 1976 andò ai Giochi della XXI Olimpiade di Montreal come giovanissima nuotatrice rappresentando il Venezuela. 
Nominata nel 1982 "Regina" del Club nautico "Puerto Azul" (vicino Caracas), grazie alla pressione della sorella Patrizia decise di partecipare nel Miss Venezuela l'anno successivo, vincendolo. Pochi mesi dopo concorse anche nel "Miss Sudamerica 1983", vincendo anche questo.
Dopo l'elezione a Miss Venezuela, Paola Ruggeri ha inoltre rappresentato il Venezuela al Miss Universo 1983 l'11 luglio 1983 a St. Louis, dove si è classificata al settimo posto tra le finaliste.
Nel 1986 si è sposata, avendo successivamente una figlia. Nel 2009 ha ricevuto l'"Orden Jose Vidal" dalle autorità venezuelane come riconoscimento per le sue attività sportive nel nuoto. 
Attualmente è una delle più importanti rappresentanti della collettività italiana nel Venezuela, avendo amicizia personale col presidente Nicolás Maduro.